# Papineauville
| Papineauville                       |                |
|                                     |                |
| Coordenadas: 45°37′00"N, 75°01′00"O |                |
| Província                           | Quebec         |
| Prefeito                            | Gilles Clement |
|                                     |                |
| Área                                |                |
| - Cidade                            | 48,52 km²      |
| Fuso horário                        | UTC -5/-4      |
| População (2006)                    |                |
| - Cidade                            | 2329           |
| - Densidade                         | 48 hab/km²     |

Papineauville é um municipio da província do Quebec, Canadá, na municipalidade regional do condado de Papineau da região administrativa de  Outaouais.  .
O município foi criado em 29 de novembro de 2000, formado pelo regrupamento da vila de Papineauville e do município de Sainte-Angélique.
Papineauville está situada sobre a margem norte do Rio Ottawa, na baía Pentecôte.
O município recebeu este nome em homenagem a Denis-Benjamin Papineau (1789-1854), irmão de Louis-Joseph, considereado como o fundador do local, aproximadamente em 1850.